# TGV Duplex
TGV Duplex – francuski elektryczny zespół trakcyjny dużych prędkości, należący do rodziny pociągów TGV. W nomenklaturze SNCF pociągi te są oznaczone jako klasa TGV 29000. Jest to trzecia generacja pociągów TGV, produkowana przez firmę Alstom w latach 1995–2007, a także po 2008 w nowym wystroju wnętrz.
Zbudowano 82 pociągi tego typu o numerach 301-382. Dodatkowo SNCF zamówiła około 50 dalszych składów, zostały one dostarczone do roku 2007 do czerwca 2011 zbudowano 157 pociągów.
Budowa tych pociągów znacząco różni się od poprzednich generacji TGV. Najbardziej oczywistą modyfikacją są piętrowe wagony w tych pociągach. Oprócz tego w budowie TGV Duplex zastosowano też wiele ulepszeń, dzięki wnioskom uzyskanym z dwudziestoletniej eksploatacji pociągów wielkiej prędkości.

## Geneza
Bezpośrednią przyczyną skonstruowania TGV Duplex było nasycenie ruchem linii LGV Sud-Est. Linia ta jest najbardziej zatłoczoną linią wysokich prędkości we Francji (być może również na świecie) i dość szybko osiągnęła granice pojemności. Częściowym rozwiązaniem problemu było uruchamianie pociągów TGV złożonych z dwóch pojedynczych składów, jednak nie pozwoliło to rozwiązać problemu, a dodatkowo tak długie pociągi wymagały odpowiednio długich krawędzi peronowych. Ponieważ nie można było już ani wydłużać ani poszerzać pociągów, zdecydowano się na pociąg piętrowy.

## Historia
Studium wykonalności pociągu TGV Duplex wykonano w 1987 roku. W 1988 zbudowano makietę w skali 1:1 aby zbadać reakcję klientów na koncepcję pociągu piętrowego, tradycyjnie zarezerwowaną dla pociągów podmiejskich. Jeden z wagonów TGV Sud-Est, o wnętrzu zmienionym tak, by symulowało dolny pokład wagonu piętrowego, został przetestowany w normalnej eksploatacji. Inny skład TGV Sud-Est zmodyfikowano w celu badań nad zachowaniem dynamicznym pociągu o umieszczonym wyżej niż w przypadku innych TGV środku ciężkości.
Rozmowy z GEC Alsthom rozpoczęły się krótko po testach i w lipcu 1990 firma wygrała kontrakt na budowę, znanego wówczas pod nazwą TGV-2N (2N oznacza deux niveaux – fr. dwa poziomy). Szczegóły kontraktu uzgodniono na początku 1991 roku i wtedy też SNCF złożyły pierwsze oficjalne zamówienie.
Od tego momentu, przez cztery następne lata trwały prace nad pokonaniem trudności technicznych, zanim pierwszy piętrowy pociąg wielkich prędkości stanął do pierwszych testów. Krótko po pierwszej jeździe testowej, pierwszy zestaw wagonów piętrowych w połączeniu z głowicami napędowymi z pociągu TGV Réseau, osiągnął prędkość 290 km/h na linii LGV Sud-Est. Pierwszy kompletny skład TGV Duplex opuścił fabrykę 21 lipca 1995.
Wyprodukowano łącznie 130 + 1 zestawów wagonów dla Eurotraina oraz 3 wagony dla V150. Pojazdy otrzymały numerację 201-290 i 601-619.

## Obsługiwane relacje

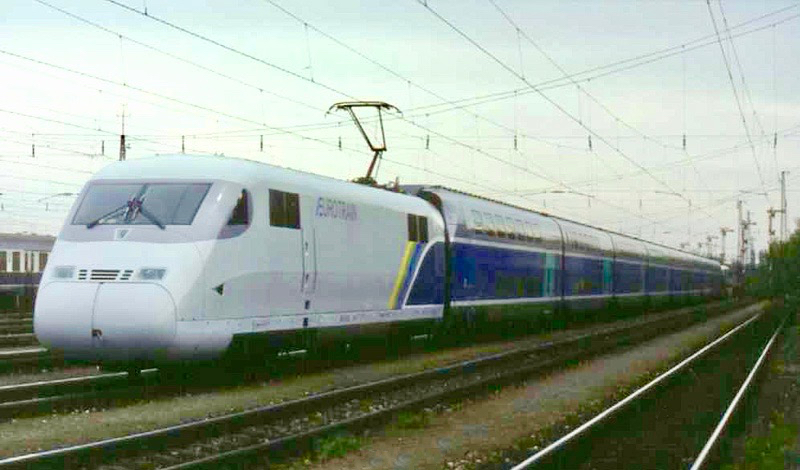
Pociąg Eurotrain z głowicą od ICE 2 i wagonami Duplex

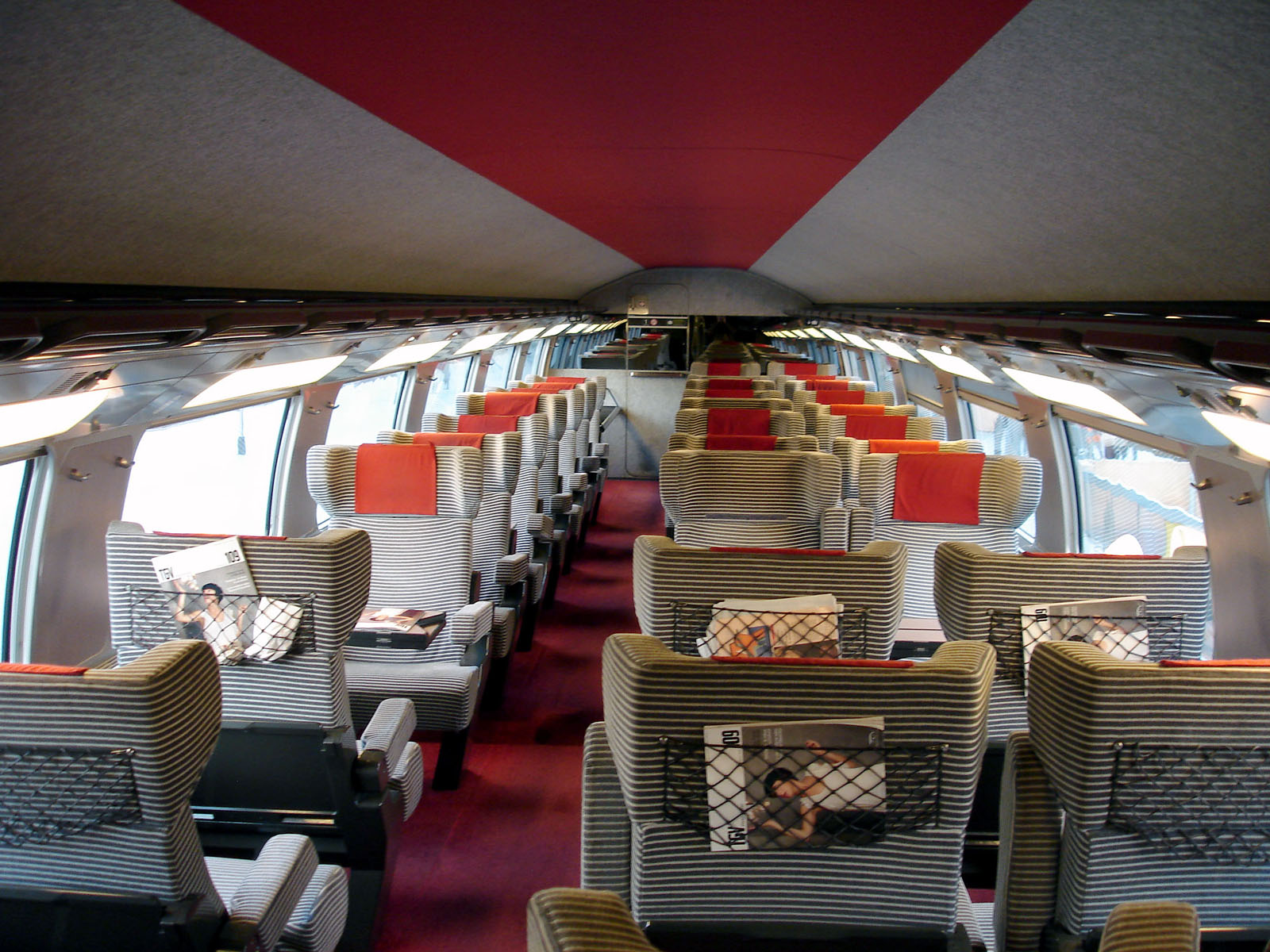
Przedział pasażerski

Liczba składów pociągów TGV Duplex, początkowo niewielka, stale rośnie i Duplex staje się powoli podstawową jednostką floty TGV. Pociągi te obsługują wyłącznie relacje krajowe, głównie na trasie Paryż – Lyon – Marsylia. Są też wykorzystywane przez SNCF do obsługi linii, na których wymagana jest wysoka pojemność składów, ale niewystarczająca długość peronów uniemożliwia użycie jednostek TGV Réseau w podwójnej trakcji (na przykład stacje w Alpach Francuskich).
W internetowym rozkładzie jazdy kolei SNCF pociągi obsługiwane przez składy TGV Duplex są oznaczone logo „Duplex”.

## Usprawnienia
Prawdopodobnie najważniejszym usprawnieniem wprowadzonym przez pociągi TGV Duplex jest jej wydajność. Porównanie między pierwszymi składami TGV Sud-Est a Duplexem dowodzi tego ponad wszelką wątpliwość:
- Aluminiowe pudło – ścisłe ograniczenie maksymalnego nacisku osi do 17 ton wymusiło redukcję masy pociągu w każdy możliwy sposób. Zastosowanie aluminiowego poszycia pociągu pozwoliło na zmniejszenie masy pociągu o 20%.

- Ulepszony wygląd i aerodynamika – nosy głowic napędowych oraz szczeliny między wagonami zostały przeprojektowane, tak że Duplex jadący z prędkością 300 km/h doświadcza siły oporu powietrza jedynie 4% większej niż wcześniejsze TGV. Zmieniony nos, pierwsza znacząca zmiana oryginalnego projektu Jacka Coopera, został zaprojektowany, podobnie jak wagony, przez Rogera Tallona.

- Bezpieczeństwo – strefy kontrolowanego zgniotu oraz sztywne przedziały pasażerskie zapewniają maksymalne bezpieczeństwo w wypadku kolizji. Ramy głowic napędowych są w stanie przyjąć i rozproszyć energię czołowe uderzenia o sile 500 t.

- Aktywny odbierak – pantograf typu Faiveley CX używany w TGV Duplex jest wyposażony w pneumatyczny system sterujący. System ten może zmieniać sztywność górnej części odbieraka, tak aby zapewnić optymalny kontakt ślizgacza z siecią trakcyjną przy każdej prędkości.

- Tarcze hamulcowe na wszystkich osiach – wszystkie poprzednie pociągi TGV są wyposażone w tarcze hamulcowe jedynie na osiach wagonów. Oszczędności masy poczynione przy projektowaniu TGV pozwoliły na zamontowanie hamulców tarczowych także na osiach głowic napędowych. Nie poprawia to co prawda w znaczący sposób właściwości hamujących pociągu, lecz ogranicza zużycie zestawów kołowych i eliminuje charakterystyczny hałas emitowany przez hamulce szczękowe, używane do tej pory.

- Wyciszone wentylatory dachowe – największy hałas powodowany przez TGV podczas postoju na stacji jest skutkiem pracy wentylatorów umieszczonych w głowicach napędowych. W TGV Duplex wentylatory umieszczono na dachach głowic, zmieniając ich konstrukcję w celu zmniejszenia hałasu.